# 高杉さん家のおべんとう
『高杉さん家のおべんとう』（たかすぎさんちのおべんとう）は、柳原望による日本の漫画。『コミックフラッパー』（メディアファクトリー発行）にて、2009年5月号から2015年6月号まで連載された。2021年7月時点で電子版を含めた累計発行部数は130万部を突破している。
とある事情で同居することになった、主人公・高杉温巳と年齢の離れた従妹・久留里が、お弁当作りなどを通して触れ合い、家族となっていく過程を綴った物語である。作中には、地理学に関する話題が取り上げられていて、地理学者からも評価されている。本作を通じた地理学の普及・啓発などの貢献により2014年度日本地理学賞（社会貢献部門）が作者に授与されている。
主な舞台は名古屋市であり、柳橋中央市場などが登場する。そのほか、岐阜県恵那市の串原地区などもしばしば舞台となっている 。
作中の時間経過は現実世界のそれとほぼ同じタイミングとなっており、登場人物が誕生日を迎えて年齢を重ね、進級や留年、定年退職をし、それに伴い様々な成長をしていく様子も描写される。
2024年10月より、日本テレビ系・水曜プラチナイト（中京テレビ製作枠）にてテレビドラマが放送された。

## あらすじ
新しい同居人
高杉温巳（ハル）は高校生のころ、父母を交通事故で亡くし、実家のマンションに一人暮らしをしている。地理学の博士号をとったものの、大学教員や研究機関の公募に受からず、風谷教授の研究室に居続けている。父母を亡くす前に同居していた7歳年上の叔母・美哉は、自分が事故の原因を作ったと悩み、温巳が大学に合格したのを機に家を出ている。ある日、温巳のところに弁護士がやってきて、美哉が亡くなったこと、シングルマザーであった美哉の希望により娘・久留里の未成年後見人になってもらいたいと伝える。こうして、31歳の温巳と従姉妹で中学1年生の久留里の共同生活が始まる。二人とも人間関係がうまく作れない性格であり、当初の生活はぎくしゃくするが、久留里が夕食、温巳が残りの食材で久留里のお弁当を作る関係が生まれる。久留里は中学校で浮いた存在となるが、香山なつ希や丸宮光がフォローし、いじめを受けることはなかった。久留里は次第に温巳が家族であると感じるようになる。
助教試験
N大学の風谷教授の研究室に居続ける温巳に助教の声がかかる。その試験課題は「久留里を記述すること」であった。温巳は久留里と一緒に、美哉が暮らしていた街と勤めていた出版社を訪ねるが、久留里はおうちかえりたいと言う。久留里にとって高杉家が自分の居場所になっているようだ。肝心な久留里に関する記述の提出物はなんと「お弁当」であり、温巳はその内容を説明する。風谷教授はお弁当を食べながら、就職試験としてはこれもありかなと合格にする。
ハル
温巳は久留里から1度も名前で呼ばれていないことに気が付き、久留里はなつ希に温巳を名前で呼んでいないと指摘される。クリスマスの翌日の温巳のお弁当には海苔で「ハル」と描かれている。マンションのベランダから、久留里は道路を歩く温巳に「ハあルぅ」と小さな声で呼びかけ、赤くなる。温巳は美哉の戸籍謄本を取り、美哉とは血縁関係がないことを確認し、久留里は学校でメンデルの法則を教えてもらい、おおよそのことを理解する。
串原ヘボ祭り
串原村のヘボ祭りにフルメンバーでやって来る。昆虫食、養蜂は温巳と同僚・小坂りいなのその後の研究と深く関わることになる。この地域ではクロスズメバチをヘボと呼び、ハチの子食が盛んである。温巳は三好に久留里を家族ですと紹介し、久留里は嬉しそうな表情を見せる。
講師と非常勤講師
温巳をご指名で北海道の大学から講師の打診が来て、りいなにも地理学会で親しくなった元老院の紹介でA工業大学の非常勤講師の打診が来る。りいなは与えられたチャンスをものにすると張り切る。迷う温巳は串原に逃避し、三好夫妻のなじみの土地に住みたいという言葉から北海道行きを断る。
S女子大講師
温巳は公募を受けまくり、なんとかS女子大の講師の二次審査に進む。ところが、りいなも同じ審査に進んでいた。二次審査には元老院が外部審査役となっており、形勢は不明となる。朝のジョギングで久留里はりいなと出合い、温巳が落ちたことを知る。りいなは高杉のことを好きだと告げる。今は告白できるような状態ではないけれど、久留里ちゃんだけには伝えておきたかった、恋する女の子は対等だからと話す。
高校進学
久留里は高校に進学する。園山奏は同じ学校であるが、なつ希は別の高校に進学する。携帯は持たず、タイムサービスの買い物がある久留里は、浮いた存在となり、「氷の美少女」と呼ばれる。屋上ごはんがきっかけで、久留里は1学年先輩の山田旭と知り合いになり、文芸部のマネジャーとなる。
日間賀島
風谷教授が日間賀島に行こうと言い出し、いつものメンバーが参加する。風谷教授はせめて我々は現場から生まれる学問の楽しさを伝えたいものだねと語るが、話しはすぐ食べ物の方に向かう。久留里の疑問に温巳は既存の理論だけで答えるのに対して、りいなは「学生をやる気にさせるには、もっと教員自身の思いとか情熱とかが必要だ」と反論する。温巳は風谷教授から、楽しいことを追求すると新しいことが生まれる、研究もそうあってほしいものだと教育的指導を受ける。
ハルにいいこと連れてきて
りいなはドイツに海外派遣されることになる。温巳には好きでしたと過去形で想いを伝え、人生最大の断捨離をして機内の人となる。温巳には大きな痛手となり、久留里は母の写真に向かって、「ハルにいいこと連れてきて」と話しかける。その願いが通じたのか温巳にN学院大学の特任准教授の話が舞い込んでくるが、すぐ白紙に戻る。それでも温巳は意外と元気なことに気づき、人はおいしく飯を食っていれば、たいていのことは乗り越えられるのかなと思う。
りいなの帰国
ドイツでのプロジェクト最終報告会で特別枠の発表時間をもらったりいなが帰国する。報告会が開かれ、元老院からクレーム無しで誉められる。温巳は市場での販売から入り、地理学は人を見る学問ですからと結ぶ。りいなは、今後の大きな課題にしますと答える。ご苦労さん会で、風谷教授は「さきほどの質問はよかったね、育ったねえと思ったよ、あの女の子を引き取ってから特にね」と話しかける。りいなと元との関係も少し進展する。
マグロパーティ
なつ希の父親・ヨシュアが来日早々に警察のやっかいになる。なつ希の母・香山玲子はヨシュアを引き取ったものの、香山家には出入り禁止にしてある。香山家の全員が高杉家に集い、節子の指示で手土産のマグロをさばき、マグロ料理が並ぶ。ヨシュアは「家族で囲むテーブルが夢であり、僕の人生に君が必要だ、レイコ」と語る。玲子は乙女モードになり、皆を驚かせる。ヨシュアは高杉家のリビングで休み、これが定例化する。
一枚の写真
りいなが養蜂家の鈴木から借りてきた日記に、美哉と高遠晶の写っている写真がある。りいなの話では、高遠は19年前に結婚している。しかし、写真は17年前のものであり、そこに美哉がシングルマザーになった理由がありそうだ。温巳とりいなは高遠に会い、久留里の父親であることを確認する。
コビー先生
風谷教授の科研費申請が通る。プロジェクトの共同研究をお願いするコビー先生が飯田市遠山郷に来ているので、温巳たちが訪問する。コビー先生は温巳の「人口不動論」を読んで温巳に興味があると話す。昼食時にお皿の代わりに温巳の集めてきた朴の葉を使う。朴の葉は料理との相性が良く好評である。コビー先生は温巳の人柄から、4年間フランスで一緒に研究をしませんかと提案する。
このままでいいんです
久留里はN大学文学部地理学に進もうとする。フランス行きの話もあり、温巳は久留里に父親について話す。久留里は一人で高遠夫妻と会い、帰ってきて「お父さんだと思った、でも家族じゃない」と話す。久留里はN大に合格する。美哉の法事に合わせ高遠夫妻がやって来て、高遠の妻は久留里を引き取ると言うが、久留里はお弁当を例えにして「このままでいいんです」とはっきり答える。
新しい門出
風谷ゼミでは「フランスご栄転」パーティとなる。風谷ゼミにおける温巳の軌跡が映し出され、そこには公募落選を重ねながら、久留里とともに成長している温巳がいる。家に戻ると久留里がテーブルに座るよう促し、「あたしは、ハルが好きです」と言いよどむことなく話す。温巳はあたふたするだけで、ごまかしの言葉しか出てこない。そこにヨシュアが現れ、告白は中断する。翌日のフライトにみんなが見送りに来ている。手荷物検査場の手前で温巳は「僕もだ、僕もなんだっ」と叫び、「それはどういうことかというと、今後の課題とさせてもらいます」と言い残す。久留里の反応は「ハルのバカーーっっ」である。
4年後
温巳はバスク地方の牧畜調査で、弁当持参で毎日ついて回り、それが地元のテレビ局で取り上げられる。複数の論文も専門誌に掲載され、国際学会で招待講演もこなし、帰国後は広島のH大学で準教授職が決まる。しかし、空港に久留里の姿はない。久留里から送られたお弁当レシピと画像から御在所岳と推測する。ケーブルカーを降り、温巳は背広、革靴で残雪を踏みしめ、たどりつき、「久留里さん、僕とつきあってください」と言い、久留里は笑顔で応える。

## 主要登場人物
高杉 温巳（たかすぎ はるみ）
本作の主人公。地理学の博士号を修得したが、大学教員や研究機関の公募に受からず、N大の風谷教授の研究室に居続けている。鈍感で心理的洞察力およびその学習能力に乏しく、何事にも懸命だがやることが裏目に出て空回りすることが多い。18歳の時に両親を交通事故で亡くし、同居していた叔母の美哉は家を出て消息不明となる。シングルマザーとなった美哉が亡くなり、彼女の指名により久留里の未成年後見人となる。
フランスの共同研究から凱旋帰国して3年後に久留里と結婚しており、単身赴任者として、普段は広島、週末は名古屋に帰る生活を送っている。
高杉 久留里（たかすぎ くるり）
温巳の従妹。シングルマザーの美哉と2人暮らしをしており、保育園や小学校が終わった後、美哉のオフィスの片隅で過ごしていた。美哉が亡くなったため、中学1年生から温巳と同居するようになり、次第にそこが自分の居場所と思うようになる。無駄遣いを嫌い、節約に努めることが好きで、スーパーなどの特売のチラシをチェックすることが趣味。温巳と同じN大学に進学し、在学中に気象予報士の資格を取得して、卒業後は名古屋のテレビ局のアナウンサーになる。
高杉 美哉（たかすぎ みや）
久留里の母親。温巳の叔母で高杉家に同居しており、温巳の初恋の人。温巳の両親が亡くなった後、失踪する。シングルマザーとして小さな出版社で働きながら久留里を育てる。万一の場合に備え、久留里の未成年後見人として温巳を指名する。
小坂 りいな（こさか りいな）
北海道H大学からの特別研究員としてN大学の風谷の研究室におり、養蜂をメインに研究している。温巳に好意を抱いている。妄想が行き過ぎて、頭がぐるぐるしてしまう描写が多い。酒が入ると強気になる。ドイツ留学が決まった際に温巳に別れを告げる。その後、丸宮元と付き合い、温巳の渡仏中に結婚する。
香山 玲子（かやま れいこ）
温巳の同期。S女学園大学の准教授を務めており、自身も所属していた風谷研究室に出入りしている。夫・ヨシュアとは別居中。家事・子育ては母・節子にほとんど全て任せている。ぶっきらぼうだが他人との関係をとりもつなど、意識せずとも結果的に周囲の人間関係を良好にする。
香山 なつ希（かやま なつき）
中学時代の久留里の同級生で、玲子の娘。クラスの女子のリーダー的存在。小動物を愛でるように久留里と接するが、久留里からは辟易されている。周囲の人の想いを敏感に察知する能力をもつ。
丸宮 光（まるみや みつる）
中学時代の久留里の同級生で、実家はスーパーまるまる。物怖じしない性格のためクラスのムードメーカー的存在で、女子からの人気も高い。久留里に好意を抱いている。中学卒業後は就職を希望し父に直訴するが、周囲の勧めもありZ高定時制に進学し、日中はスーパーまるまるで働く。
園山 奏（そのやま かなで）
中学時代の久留里の同級生で、水泳部キャプテン。両親と兄がおり、全員体育会系でさっぱりとした性格。
風谷 久郎（ふうや くろう）
N大学の教授。温巳、玲子、りいなたちの所属した研究室の指導教官であり、温巳の上司にあたる。いつもニコニコしているが、時に意地悪な質問をするなど、つかみどころの無い人物。N大学に進学した久留里の指導も担当する。
御手洗 百合子（みたらい ゆりこ）
市立東山中学校の教師。温巳の中学時代の担任で、美哉の担任もしていた。教師歴30年以上のベテランで、久留里の卒業と共に定年退職する。弁当のおかずは買い置きしてあるふりかけで、弁当のおかずが少ない生徒に分けてあげている。
丸宮 元（まるみや はじめ）
光の兄。スーパーまるまるの跡取り息子。N大学の学生で、風谷ゼミに入る。りいなに好意をもち、温巳をライバル視している。正直な性格で、その場の状況を考えずに思ったことをそのまま口にしてしまうことが多い。久留里の心の内を見抜くような発言が多く、最大限に警戒されている。
丸宮 麻子（まるみや あさこ）
光の弟である志大（しひろ）の実母。元はスーパーまるまるの従業員で、光の初恋の人。
香山 節子（かやま せつこ）
玲子の母親で専業主婦歴30年。久留里が家事の師匠として仰いでおり、なつ希の家に遊びに行った際には、節子から料理を習うのが常となっている。旧姓は大林（おおばやし）であり、御手洗とは旧知の間柄。
山田 旭（やまだ あさひ）
久留里の進学先であるZ高の文芸部部員。久留里の1年先輩。
白瀬 健康（しらせ けんこう）
山田旭の同級生、文芸部部員。俳句に秀でる。車酔いしやすく、食品添加物アレルギーがある。
丸宮 史（まるみや ふみ）、丸宮 蕗（まるみや ふき）
光の姉。久留里の2年先輩で、Z高文芸部の部長と副部長。
佐竹 吾助（さたけ）
弁護士。美哉の死後、様々な手続きを代行した。万一の場合に備え、未成年後見人の指名や遺言書の作成を勧める。
永井 英子（ながい えいこ）
美哉が勤めていた「こども出版」の編集長。
ヨシュア・マルティネス
香山玲子の夫。地理学者にして写真家。国際エッセイストとして受賞歴があり、写真集や著書も多数出版している。温巳の論文集を翻訳して渡仏のきっかけを作る。香山家には入れないため、日本に来た際には高杉家に居候しているが、温巳の渡仏を契機に高杉家の上の階の部屋に入ることになる。
コビー・オテイザ
バスク地方出身のフランス人研究者。ヨシュアの翻訳した温巳の論文を読み、興味を持ち、4年間のフランスでの共同研究に誘った。
高遠 晶（たかとお あきら）
長野の養蜂家。美哉の中学時代の同級生であり、久留里の実の父親。
まるいち
作者の別作品『まるいち的風景』に登場するロボット。本作には背景の一部（料理番組のマスコットや防犯ポスターの図案、久留里が着用するエプロンの柄など）としてしばしば登場する。カメオ出演であり、ストーリーへ直接的に関わることはない。

## 書誌情報

### 単行本
- 柳原望 『高杉さん家のおべんとう』 メディアファクトリー→KADOKAWA〈MFコミックス フラッパーシリーズ〉、全10巻
  1. 2010年1月31日初版第一刷発行（1月23日発売[9]）、ISBN 978-4-8401-2966-4
  2. 2010年6月30日初版第一刷発行（6月23日発売[10]）、ISBN 978-4-8401-3333-3
  3. 2011年1月31日初版第一刷発行（1月22日発売[11]）、ISBN 978-4-8401-3744-7
  4. 2011年9月30日初版第一刷発行（9月22日発売[12]）、ISBN 978-4-8401-4040-9
  5. 2012年3月31日初版第一刷発行（3月23日発売[13]）、ISBN 978-4-8401-4443-8
  6. 2012年10月31日初版第一刷発行（10月23日発売[14]）、ISBN 978-4-8401-4742-2
  7. 2013年6月30日初版第一刷発行（6月22日発売[15]）、ISBN 978-4-8401-5074-3
  8. 2014年4月30日初版第一刷発行（4月23日発売[16]）、ISBN 978-4-04-066544-3
  9. 2014年10月31日初版第一刷発行（10月23日発売[17]）、ISBN 978-4-04-066879-6
  10. 2015年7月31日初版第一刷発行（7月23日発売[18]）、ISBN 978-4-04-067556-5

### コンビニ版
- 柳原望 『高杉さん家のおべんとう』 KADOKAWA〈MFコミックス MFR〉、全2巻
  - 「素材新鮮中学1年生編」2016年6月3日発売[19]、ISBN 978-4-04-068274-7
  - 「冷めてもおいしい中学2年生編」2016年7月2日発売[20]、ISBN 978-4-04-068275-4

### 関連書籍
- 『高杉さん家のおべんとう もふーっ となるHappyレシピ』 2012年10月19日発売[21]、ISBN 978-4-391-14250-1
  - 作中に出てきた料理のレシピを、完成品の写真とともに紹介した本。
- 『高杉さん家のおべんとう メモリアル』 2015年7月23日発売[22]、ISBN 978-4-04-067728-6

## 天気予報
2016年4月より、岐阜県にある民放テレビ局「岐阜放送」で、主要キャラクターが登場する天気予報が放送されている。
約30秒の短いものと、約1分半の長いものがあり、前後に流れる「岐阜新聞中学3年学力テスト」のCMにも、天気予報で使われているものと同じイラストが使用されている。
合計6枚のイラストが確認でき、イラスト内にキャラクターがテキストを持って勉強する姿や、学力テストを受けているシーンがある。スポンサーは「岐阜新聞中学3年学力テスト」。2017年6月21日に放送終了。

## テレビドラマ
同名のタイトルで、2024年10月3日（2日深夜）から12月5日（4日深夜）まで日本テレビ系「水曜プラチナイト」枠第2部で放送された。主演は今作が連続ドラマ初主演となる小山慶一郎。
また本作は、中京テレビが製作を担当する水曜プラチナイトとしては初めての連続ドラマ枠となる。
プラチナイト枠では、火曜第2部に日本テレビ発のドラマDEEP、木曜（1時間通し）に読売テレビ発大阪製作の木曜ドラマがあり、火曜から木曜までドラマ枠が連続配置されることになる。

### キャスト
高杉温巳 / ハル
演 - 小山慶一郎（学生時代：田代輝）
高杉久留里
演 - 平澤宏々路
香山玲子
演 - 市川由衣
小坂りいな
演 - 大原優乃
なつ希
演 - 並木彩華
丸宮光
演 - 木村来士
丸宮麻子
演 - 高柳明音
高杉美哉
演 - 美村里江
風谷久郎
演 - 半海一晃

### スタッフ
- 原作 - 柳原望『高杉さん家のおべんとう』（MFコミックスフラッパーシリーズ ／ KADOKAWA刊）
- 監督 - 二宮崇、佐藤リョウ[5]
- 脚本 - 川邊優子[5]
- 音楽 - 鈴木ヤスヨシ
- 主題歌 - NEWS「あっちむいてほい」（ELOV-Label）[26]
- 挿入歌 - 栞寧「今日も」（ドリーミュージック）[26]
- 撮影 - 中島敬
- 照明 - 塙秀彦
- 音声 - 関川力央
- 美術 - 遠藤信弥
- フードコーディネーター - 松岡ゆり子、高橋ゆい、片山愛沙子
- 編集 - 山田典久
- 本編集 - 石井康裕
- 編成 - 辻村享、安藤愛優美（中京テレビ）
- 広報 - 中島彩花、小澤昌史、石川佳奈、渡辺尊俊（中京テレビ）
- ホームページ - 霜圭太郎、竹内千尋（中京テレビ）、舛岡葵
- 制作応援 - 中澤晋（オフィスクレッシェンド）
- プロデューサー - 池田京平、美輪善徳（CTV MID ENJIN）、木野雅世、市山竜次（オフィスクレッシェンド）
- チーフプロデューサー - 浅田大道、奥谷莉里花（中京テレビ）
- 制作プロダクション - CTV MID ENJIN
- 制作協力 - オフィスクレッシェンド[5]
- 製作著作 - 中京テレビ[5]

### 放送日程
| 各話   | 放送日   | サブタイトル                  | 監督       |
| ------ | -------- | ----------------------------- | ---------- |
| 第1話  | 10月03日 | 高杉家の味だから!             | 二宮崇     |
| 第2話  | 10月10日 | おかずの品数を増やします!     | 二宮崇     |
| 第3話  | 10月17日 | 久留里のことを知らなさすぎる… | 二宮崇     |
| 第4話  | 10月24日 | 久留里、一緒に東京に行こう    | 二宮崇     |
| 第5話  | 10月31日 | 名前…呼んだことない…          | 佐藤リョウ |
| 第6話  | 11月07日 | 毎日が『いつも』になって1年   | 佐藤リョウ |
| 第7話  | 11月14日 | 俺、高杉のこと好きなんだ      |            |
| 第8話  | 11月21日 | それってデート!?              |            |
| 第9話  | 11月28日 | まさかの一騎打ち!?            |            |
| 最終話 | 12月05日 | 新しい明日がいつもになる      |            |

- 第6話は、前日放送の『news zero』が「カラダWEEK」[28]のため5分拡大された（23時 - 翌0時4分）ことに伴い5分繰り下げられ、0時34分 - 0時59分の放送となった[29]。

| 中京テレビ・日本テレビ系 水曜プラチナイト | 中京テレビ・日本テレビ系 水曜プラチナイト          | 中京テレビ・日本テレビ系 水曜プラチナイト                                 |
| 前番組                                    | 番組名                                             | 次番組                                                                    |
| ----------------------------------------- | -------------------------------------------------- | ------------------------------------------------------------------------- |
| お笑い4コマパーティー ロロロロ            | 高杉さん家のおべんとう （2024年10月3日 - 12月5日） | こんなところで裏切り飯 〜嵐を呼ぶ七人の役員〜 （2025年1月16日 - 3月20日） |

## 関連作品
- 『かりん歩』 - 『高杉さん家のおべんとう』完結から3年後が舞台。本作のキャラクターが登場するほか、描き下ろしで本作のその後も掲載される。